# Phorat
Phorat ist ein Wirkstoff zum Pflanzenschutz und eine chemische Verbindung aus der Gruppe der Thiophosphorsäureester.

## Gewinnung und Darstellung
Phorat kann durch Reaktion von O,O-Diethyldithiophosphat mit Formaldehyd und Ethanthiol gewonnen werden.
Alternativ kann es auch durch Reaktion von O,O-Diethyldithiophosphat mit Chlormethylethylsulfid gewonnen werden.

## Eigenschaften
Phorat ist eine hochgiftige farblose bis gelbliche Flüssigkeit mit intensivem Geruch, die praktisch unlöslich in Wasser ist.

## Verwendung
Phorat wird als Insektizid und Nematizid verwendet. Es wirkt durch Hemmung der Acetylcholinesterase. Es wurde 1959 in den USA zugelassen und unter anderem von der American Cyanamid vertrieben. Die Produktionsrechte wurden 2005 von BASF an American Vanguard verkauft.

## Zulassung
Die EG-Kommission nahm Phorat 2002 nicht in Anhang I der Richtlinie 91/414/EWG auf, daher darf die Substanz in den EU-Staaten nicht in Pflanzenschutzmitteln enthalten sein.
In Deutschland, Österreich und der Schweiz sind keine Pflanzenschutzmittel mit diesem Wirkstoff zugelassen.